# Bulken (przystanek kolejowy)
Bulken – kolejowy przystanek osobowy w Bulken, w regionie Hordaland w Norwegii, jest oddalona od Oslo Sentralstasjon o 392,55 km.

## Ruch pasażerski
Należy do linii Bergensbanen, Jest elementem kolei aglomeracyjnej w Bergen i obsługuje lokalny ruch do Bergen, Voss i Myrdal. W ciągu dnia odchodzi z niej ok. 20 pociągów (wszystkie pociągi SKM).

## Obsługa pasażerów
Wiata, parking na 20 samochodów, parking dla rowerów. Odprawa podróżnych odbywa się w pociągu.